# Vert, Landes
Vert je naselje in občina v francoskem departmaju Landes regije Akvitanije. Naselje je leta 2012 imelo 237 prebivalcev.

## Geografija
Kraj leži v pokrajini Gaskonji znotraj naravnega regijskega parka Landes de Gascogne ob reki Estrigon, 28 km severno od Mont-de-Marsana.

## Uprava
Občina Vert skupaj s sosednjimi občinami Bélis, Brocas, Canenx-et-Réaut, Cère, Garein, Labrit, Maillères in Le Sen sestavlja kanton Labrit s sedežem v Labritu. Kanton je sestavni del okrožja Mont-de-Marsan.

## Zanimivosti
- romanska cerkev sv. Vincenca;